# 圣瑞斯特达夫赖
圣瑞斯特达夫赖（法語：Saint-Just-d'Avray，法語發音：[sɛ̃ ʒy davʁɛ]）是法国罗讷省的一个市镇，属于索恩河畔自由城区。

## 地理
圣瑞斯特达夫赖（46°0'7"N, 4°26'46"E）面积17.5 平方千米，位于法国奥弗涅-罗讷-阿尔卑斯大区罗讷省，该省份为法国中东部省份，北起顺时针与索恩-卢瓦尔省、安省、里昂大都会、伊泽尔省和卢瓦尔省接壤。
与圣瑞斯特达夫赖接壤的市镇（或旧市镇、城区）包括：屈布利兹、罗诺、迪耶姆、沙姆莱、尚博-阿利耶尔、格朗里、圣阿波利奈尔。
圣瑞斯特达夫赖的时区为UTC+01:00、UTC+02:00（夏令时）。

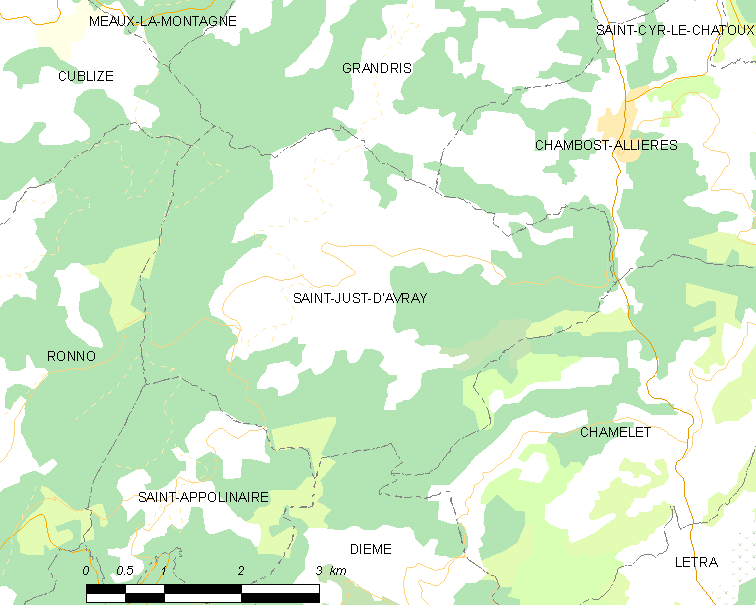
圣瑞斯特达夫赖的OSM定位图

## 行政
圣瑞斯特达夫赖的邮政编码为69870，INSEE市镇编码为69217。

## 政治
圣瑞斯特达夫赖所属的省级选区为塔拉尔县。

## 人口

1962-2008年间圣瑞斯特达夫赖人口变化图示

圣瑞斯特达夫赖于2022年1月1日时的人口数量为743人。